# MagSafe (безпровідний зарядний пристрій)

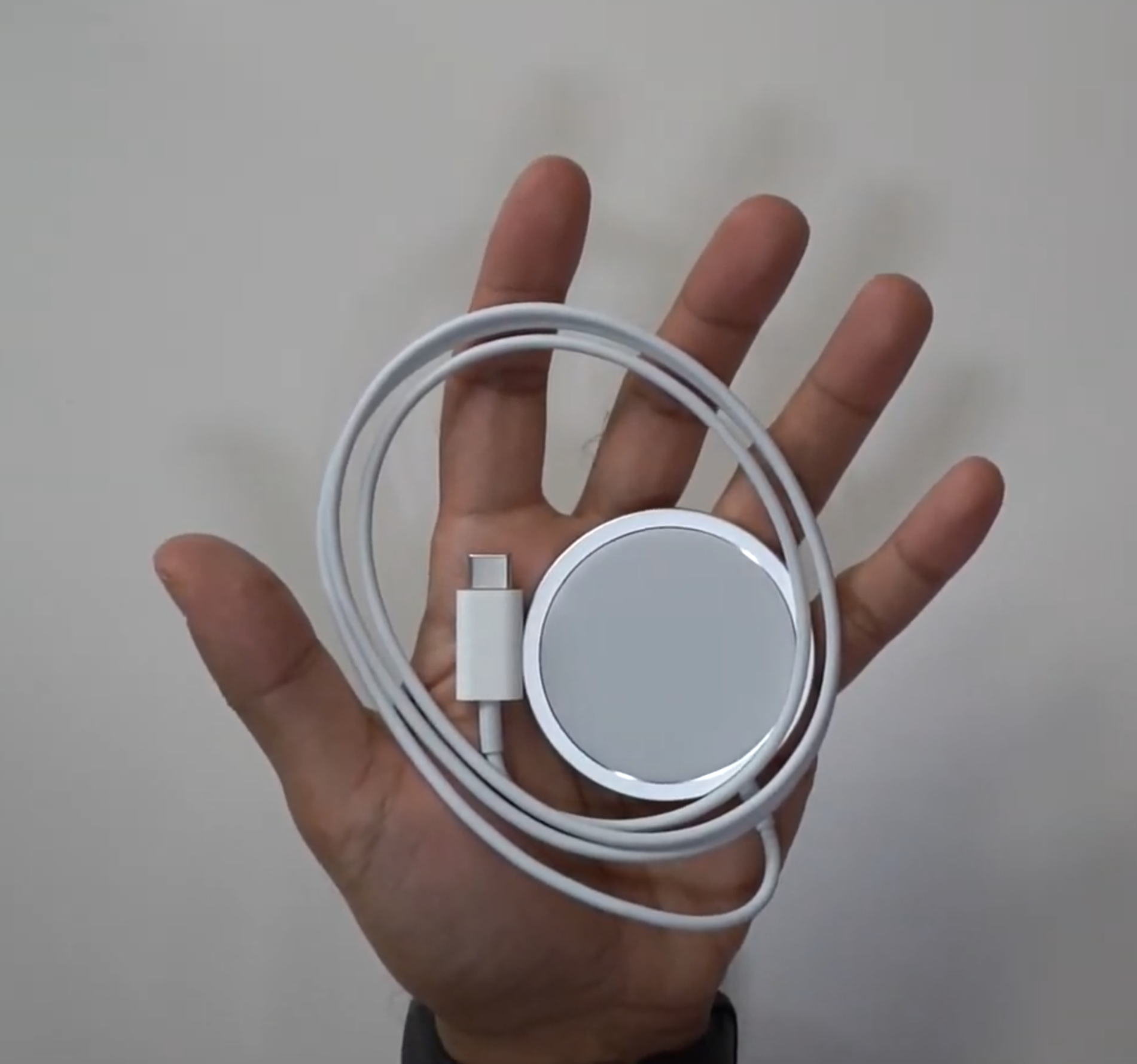
MagSafe для iPhone

MagSafe (укр. МаґСейф) — це запатентований магнітний передавач для бездротового передавання живлення, який спочатку використовувався на ноутбуках серії Mac. Нова версія була представлена Apple Inc. 13 жовтня 2020 року разом із iPhone 12 та 12 Pro. Він забезпечує до 15 Вт потужності і є сумісним із відкритим стандартом Qi до 7,5 Вт потужності. З'єднувач також дозволяє підключати аксесуари, що не заряджаються, такі як гаманці та футляри, до зв'язку через інтегрований шлейф NFC. Apple випустила два зарядні пристрої, сумісні з MagSafe: MagSafe, одну зарядну накладку для iPhone та MagSafe Duo, подвійний зарядний килимок для iPhone та Apple Watch.
Подібна технологія була вперше представлена в 2009 році із системою Palm Pre Touchstone із магнітно прикріпленою док-станцією бездротового зарядного пристрою.

## Історія
Назва MagSafe вперше було представлено з MacBook Pro 2006 року, а поступово припинялося після випуску MacBook Pro четвертого покоління, який використовує USB-C для зарядки. Остаточний MacBook для використання MagSafe був припинений на початку 2019 року.
У 2017 році Apple оголосила, що працювала над пристроєм під назвою AirPower, який являв собою бездротовий зарядний килимок, здатний одночасно заряджати iPhone, AirPods та Apple Watch (який використовує фірмову систему бездротової зарядки) і розміщувати їх у будь-якій точці килимок Однак його було скасовано на початку 2019 року через проблеми з перегрівом із багатьма котушками, що перекриваються.
13 жовтня 2020 року Apple знову представила торгову марку MagSafe як універсальну екосистему бездротової зарядки під час спеціальної події Apple «Привіт, швидкосте».
Зарядний пристрій MagSafe [Архівовано 16 лютого 2021 у Wayback Machine.] має диск, виготовлений з алюмінію та м'якого поліуретану, який містить рідкісноземельні магніти, що підлягають вторинній переробці, що оточують котушку бездротової зарядки Qi, прикріплену до 1-метрового кабелю USB-C. Магніти дозволяють зарядному пристрою MagSafe автоматично вирівнюватися та приєднуватися до магнітів на сумісних пристроях. Першими сумісними продуктами є iPhone 12 серії, які мають магніти, що оточують котушку бездротової зарядки Qi всередині задньої частини пристрою. Зарядний пристрій забезпечує потужність до 15 Вт на iPhone 12, iPhone 12 Pro та iPhone 12 Pro Max та 12 Вт на iPhone 12 Mini. Він також може заряджати інші сертифіковані Qi пристрої - включаючи попередні моделі iPhone та AirPods - з нижчою швидкістю передачі енергії; потім його потрібно вирівняти вручну, оскільки ці пристрої не мають круглої маси магнітів, які блокуються із зарядним пристроєм MagSafe.
Механізм зарядки дуже схожий на зарядний пристрій, що використовується для бездротового заряджання Apple Watch. MagSafe для iPhone має на меті вирішити проблему неналежного вирівнювання смартфонів зі стандартним бездротовим зарядним пристроєм, що може призвести до незначного заряду. MagSafe - це перший комерційно доступний бездротовий зарядний пристрій Qi, вироблений Apple, наступник ніколи не випущеного зарядного килимка AirPower.
Потім Apple випустила 2-в-1 зарядний пристрій MagSafe під назвою MagSafe Duo Charger [Архівовано 16 лютого 2021 у Wayback Machine.], який містить зарядний пристрій MagSafe з одного боку та зарядний пристрій Apple Watch з іншого. Зарядний диск Apple Watch можна підняти під кутом 90 градусів, щоб зарядити годинник із закритим браслетом. Зарядний пристрій MagSafe Duo можна скласти, коли він не використовується.
Apple також впровадила MagSafe у свою лінійку футлярів та інші аксесуари, включаючи шкіряні гаманці. Apple зазначає, що зарядний пристрій MagSafe може обробляти їх корпуси, а такі аксесуари, як шкіряний гаманець, можуть магнітно прикріпитись і до задньої частини корпусів. Apple також зазначає, що шкіряні гаманці захищені для захисту кредитних карток від рідкісноземельних магнітів, що використовуються в цих аксесуарах, хоча попереджає, що кредитні картки не слід розміщувати між iPhone і зарядним пристроєм MagSafe. 